# Jang Ok-rim
Jang Ok-rim (ur. 8 lutego 1948) – północnokoreańska siatkarka, medalistka igrzysk olimpijskich i mistrzostw świata.
Wraz z reprezentacją Korei Północnej zajęła 3. miejsce na mistrzostwach świata 1970 rozgrywanych w Bułgarii. Wystąpiła na letnich igrzyskach olimpijskich 1972 w Monachium, podczas których zagrała jedynie w zwycięskim meczu o brązowy medal z Koreą Południową.